# Bekenntnisschrift
Als Bekenntnisschrift wird in den reformatorischen Kirchen eine schriftliche Zusammenfassung von Glaubensgrundlagen (Glaubensbekenntnis, Katechismus, Kirchenordnung u. a.) einer kirchlichen Gemeinschaft (Konfession, Kirche oder Kirchenbund) bezeichnet; der Plural bezieht sich meist auf eine – häufig kirchenrechtlich verbindliche – Sammlung bzw. einen Kanon solcher und ähnlicher Grundtexte.

## Entstehungsimpuls in der Reformationszeit
Die zentrale Bekenntnisschrift der lutherischen Reformationsbewegung in Deutschland, die Augsburger Konfession von 1530, entstand mit dem Ziel, für die Anhänger der kirchlichen Reformbewegung im Heiligen Römischen Reich deutscher Nation eine staatliche Anerkennung oder Duldung zu erreichen. Dazu war es nötig, die Übereinstimmung mit den wesentlichen Glaubensgrundsätzen der ersten Jahrhunderte nachzuweisen sowie eine Kompatibilität mit den Zielen öffentlicher Ordnung und staatlicher Herrschaft. Sie enthält folglich Glaubensaussagen ebenso wie Ansätze für eine Kirchenordnung. Zum Problem ihrer textlichen Integrität siehe Confessio Augustana Variata.
Sowohl die Augsburger Konfession als auch auf ihr beruhende Ordnungen waren beispielsweise 1555 (Augsburger Religionsfriede), 1580 (Konkordienbuch) oder 1648 (Westfälischer Friede) Grundlage des Rechtsschutzes persönlicher oder gemeinschaftlicher Religionsausübung.
Während manche Texte (vor allem die ökumenischen Symbole, das heißt altkirchlichen Bekenntnisse) bis heute gottesdienstliche Bedeutung haben, sind die meisten doch ausschließlich kirchenrechtlich bedeutsame inhaltliche Grundlage der Konfessionen.

## Ausprägung konfessioneller Sammlungen
Nachdem abzusehen war, dass die kirchliche Reformbewegung des 16. Jahrhunderts nicht zu einer Einheit zusammenwachsen würde, entstanden die bis heute grundlegenden konfessionellen Textsammlungen:
- die lutherischen Bekenntnisschriften (zunächst fixiert im Konkordienbuch von 1580, später ergänzt),
- diejenigen der Anglikanischen Kirche (Book of Common Prayer 1549/52 mit den sog. Neununddreißig Artikeln)
- die eher locker verbundenen reformierten Bekenntnisschriften (Erster Genfer Katechismus 1536 und Kirchenordnung 1541/61, Confessio Gallicana (Confession de Foy) 1559, Confessio Scotica 1560, Niederländische Konfession/Confessio belgica 1561, Heidelberger Katechismus und Kirchenordnung 1562 für die Kurpfalz, Helvetisches Bekenntnis 1536 und 1566, Bekenntnis von Westminster 1647, die in der Zwischenzeit vielfach über ihren damaligen Geltungsbereich hinaus an Bedeutung gewonnen haben).
- innerhalb der nonkonformistischen radikalen Reformation entstanden täuferische Bekenntnisschriften wie die Schleitheimer Artikel (1527) und das Dordrechter Bekenntnis (1632) und der unitarische Rakauer Katechismus (1605).
- solcherartige Schriften gab es auch in der kath. Kirche und sie wurden noch im 19. Jahrhundert Symbolische Bücher genannt.()